# Alachloor
Alachloor is een herbicide dat in 1969 door het bedrijf Monsanto op de markt werd gebracht. Het wordt vooral gebruikt bij de teelt van maïs, sojabonen, suikerriet en andere gewassen. Merknamen van herbiciden met alachloor als werkzame stof (alleen of samen met atrazine) zijn: Lasso, Lazo, Doral en Intrro (allen van Monsanto). Sedert het verlopen van het octrooi bieden ook andere bedrijven alachloorhoudende herbiciden aan onder verschillende merknamen.

## Regelgeving
In de Verenigde Staten is alachloor lang een van de meest gebruikte herbiciden geweest, vooral in de maïsteelt. Het gebruik ervan is echter reeds lang omstreden. Uit een evaluatie van het gebruik van pesticiden in 1984 concludeerde de Amerikaanse EPA dat alachloor mogelijk carcinogeen was voor mensen en dat het het grondwater in landbouwgebieden verontreinigde. De gebruiksvoorwaarden voor alachloor werden daarop verstrengd, maar het product bleef toegelaten. In Canada werd de registratie van alachloor in 1984 wel ingetrokken.
De Europese Commissie heeft na een eigen evaluatiestudie, beslist de toelating voor het gebruik van alachloor in te trekken (Beschikking van de Commissie van 18 december 2006). De redenen die ze hiervoor aanhaalt, zijn:
- het kan niet worden uitgesloten dat alachloor een carcinogeen potentieel heeft. Daarom is alachloor ingedeeld als carcinogene stof categorie 3 (mogelijk kankerverwekkend). Uit dierproeven is gebleken dat blootstelling aan alachloor bij ratten geleid heeft tot de vorming van neusschelptumoren. Het IARC heeft de verbinding echter nog niet geclassificeerd.[1]
- de verwachte concentraties in het grondwater van sommige metabolieten van alachloor ligt boven de aanvaardbare maximumgrens van 0,1 µg/L.

In Frankrijk, waar alachloor op de markt was onder de merknaam Lasso, is het product sedert 2007 verboden. Producent Monsanto (nu: Bayer), is er in een juridisch gevecht verwikkeld met een graanteler uit de Charente, die zegt bij het reinigen van een spoeltank vergiftigd te zijn door alachloor.